# 细穗玄参属
细穗玄参属（学名：Scrofella）是玄参科下的一个属，为秃净草本植物。该属仅有细穗玄参（Scrofella chinensis）一种，分布于中国西部。